# Capelleta del carrer Sant Roc (la Ràpita)
La Capelleta del carrer Sant Roc és una obra de la Ràpita (Montsià) protegida com a Bé Cultural d'Interès Local.

## Descripció
Fornícula amb arc de mig punt, bastant profunda, protegida per rajoles en voladís arquejat, és a la divisòria entre dos edificis, a l'altura dels forjats del primer pis. Marc de fusta. Està ubicada al barri de pescadors.
La imatge representa el sant amb el bastó i el gos, de fusta policromada.

## Història
Aquesta imatge es conserva d'abans de l'any 1936, data en la qual començà la guerra civil i moltes d'aquestes imatges foren destruïdes.
Sant Roc és el patró de la Ràpita, juntament amb la Mare de Déu de la Ràpita.